# جان فن دن بروم
جون فن دن بروم (هلندی: John van den Brom؛ زادهٔ ۴ اکتبر ۱۹۶۶) بازیکن سابق و مربی فوتبال اهل هلند است. او هم‌اکنون سرمربی باشگاه فوتبال التعاون عربستان سعودی
است.
از باشگاه‌هایی که در آن بازی کرده‌است می‌توان به باشگاه فوتبال دی گرافشاپ، باشگاه فوتبال آژاکس آمستردام، و باشگاه فوتبال ویتس‌آرنهم اشاره کرد.
وی همچنین در تیم ملی فوتبال هلند بازی کرده‌است.